# Weißkeißel
Weißkeißel, in alto sorabo Wuskidź, è un comune della Sassonia, in Germania.
Appartiene al circondario (Landkreis) di Görlitz (targa GR) ed è parte della comunità amministrativa (Verwaltungsgemeinschaft) di Weißwasser.